# Château Bilquin-de Cartier
Le château Bilquin-de Cartier est un monument classé situé à Marchienne-au-Pont, section de la ville belge de Charleroi, dans la province de Hainaut.

## Histoire

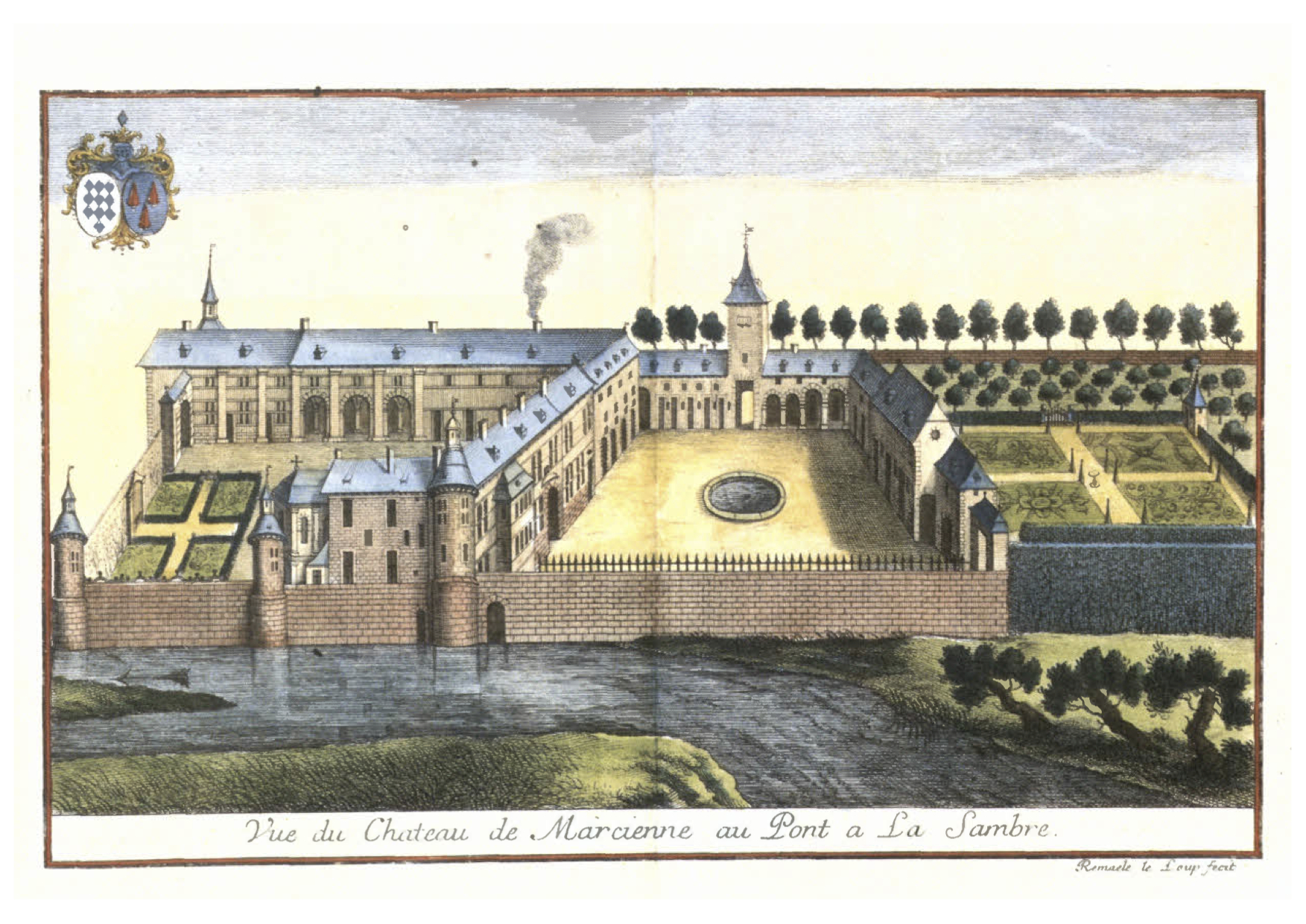
Remacle Le Loup, vue du Château de Marcienne-au-Pont à la Sambre, 1740.

Au début du XVIIe siècle, la famille Honorez érige sur un terrain qu'elle reçu en 1593, les autorités Liégeoises avaient accordés l'emplacement de l'ancien château. En 1635, une maison avec des jardins et des dépendances qui s'élevait au même endroit lorsque François de Briffoz en fit relief’.
Le château avant d'être acquis en 1693 par Guillaume Bilquin, il appartenait aux de Crissegnée et aux Wal’.
Les armoiries de Guillaume Bilquin (trois clous forgés) se trouvent un peut partout dans le château et sur le grand porche donnant sur la rue de Beaumont.
Les droits seigneuriaux sur Marchienne et Mont-sur-Marchienne est racheté en 1703, ils en devint les nouveaux seigneurs par le mariage de Marie-Agnès Bilquin avec Jean-Louis de Cartier qui est fils du Trésorier Général du Prince Evêque de Liège, et en 1725, le château est échut à la famille de Cartier’.
Les Seigneurs de Cartier de Marchienne accueillirent en 1740 le moine Saumery et le graveur Remacle le Loup. Ces derniers dans le livre Les délices du Pays de Liège vantèrent du château, de sa ferme attenante et de ses jardins et parcs. Remacle le Loup aurait dessiné la fumée par dessus les toit pour remercier le Châtelain de lui avoir acheté une esquisse et de les avoir bien reçus le moine et lui-même.
Pierre-Alexandre-Louis de Cartier en fut le dernier seigneur. Il assista aux troubles de la Révolution liégeoise et qui vécut les événements de la Révolution française, de l'occupation du pays et le rattachement à la France.
Joseph de Cartier créa les moulins à vapeur, les premiers du pays en 1838. Á la même époque, le château fut abandonné, il n'était plus à la mode des temps modernes. Il préféra le château blanc qui deviendra l'hôtel de ville en 1900’ qui était achevé en 1836.

### Incendie de 1932 et abandon
En 1932, un incendie se déclare dans les combles et sans l'intervention des sauveteurs, tout aurait été la proie des flammes. Le château a été abandonné par les De Cartier ruinés il devient propriété communale en 1938.
L'académicienne française Marguerite Yourcenar, qui est apparentée par sa mère au de Cartier, revint à Marchienne-au-Pont en 1956 et se désola de l'état du château.
« Le château jouissait (alors) d'un des plus beaux sorts qui puisse échoir à une demeure désaffectée. Il servait depuis peu de bibliothèque communale. Les pièces du rez-de-chaussée avaient cet aspect chichement entretenu, habituel aux lieu dont prend soin une Municipalité. »
Extrait de Souvenir Pieux de Marguerite Yourcenar.
Le château abritait jusqu'en 1973, les services communaux et les bibliothèques.

### Rénovation et classement
En 1980, le château est classé, et dans les années 1990, il est entièrement rénové et réhabilité. Le château était dans un piteux était, rongé par la mérule.

## Galerie

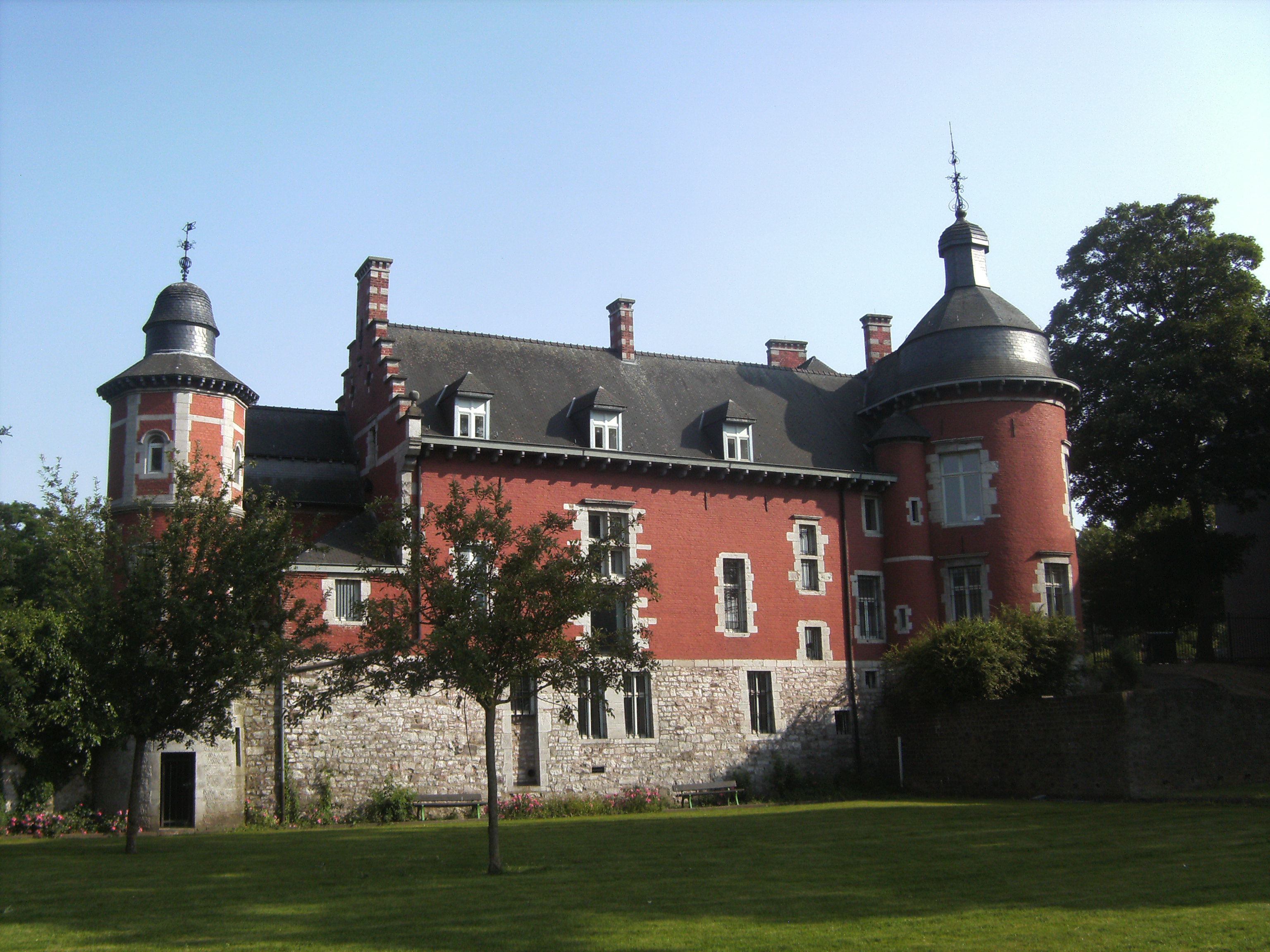
Château vu depuis les rives de la Sambre (Nord).
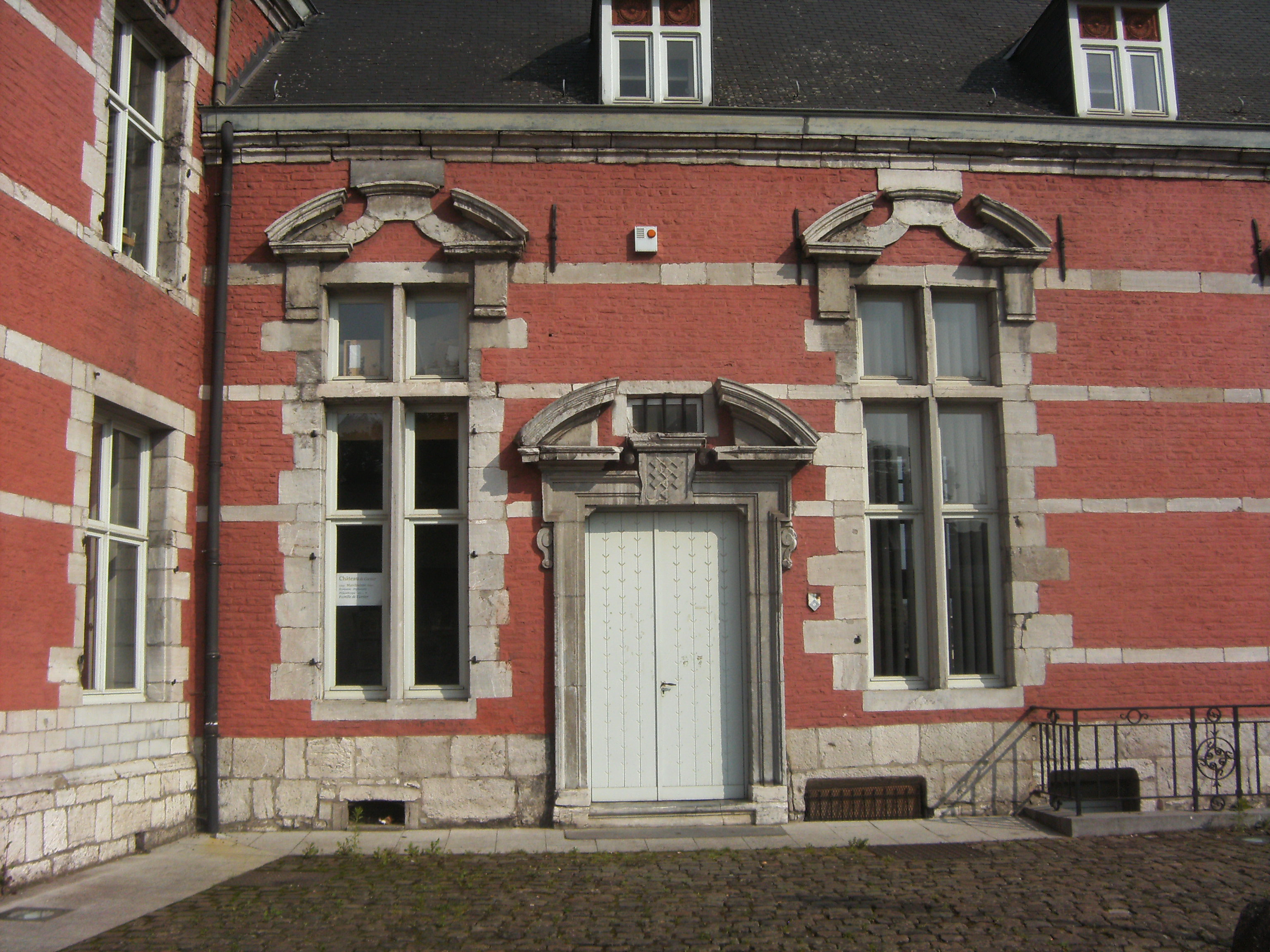
Porte d'entrée de l'aile nord.
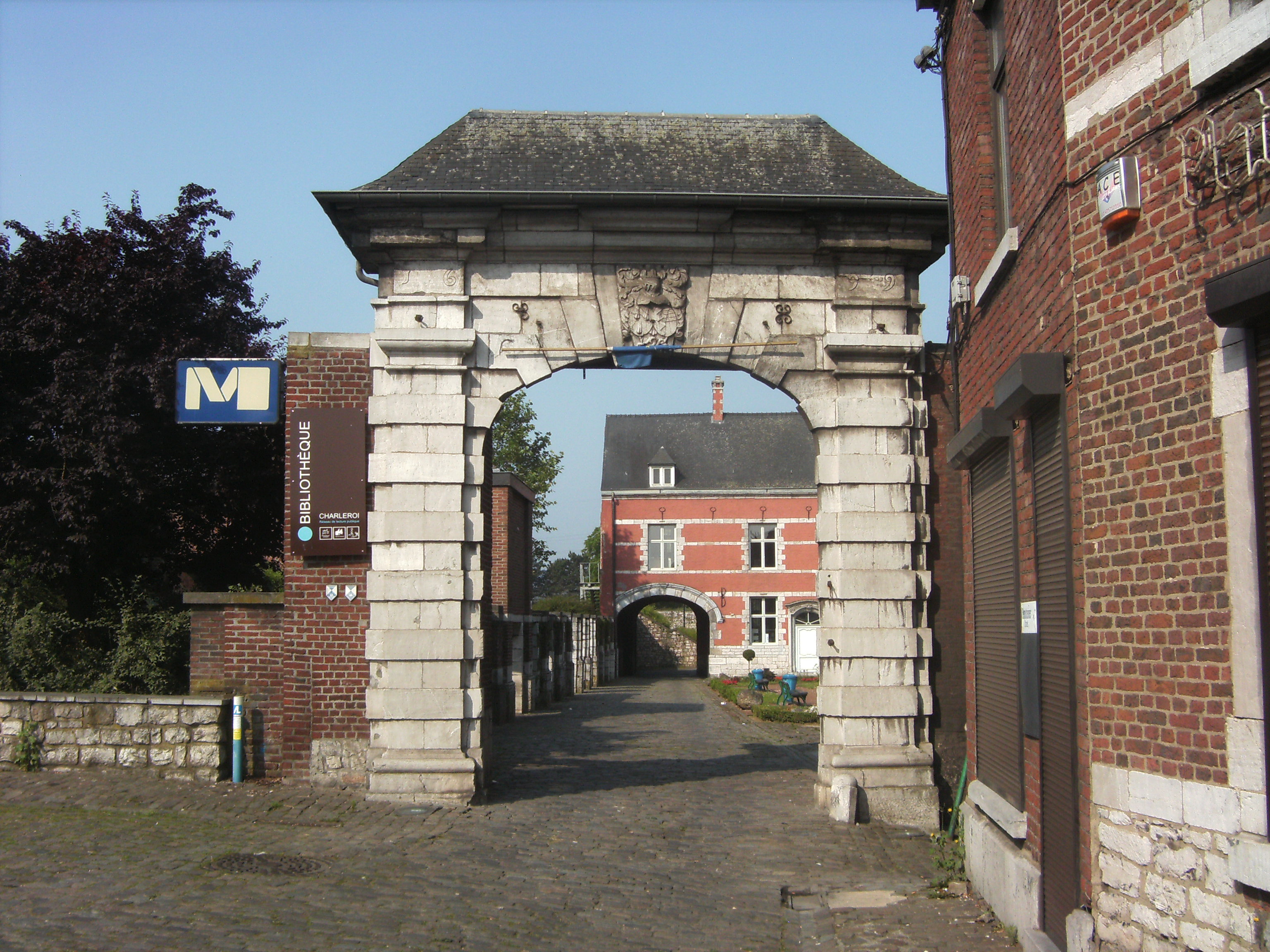
Porche d'entrée avec les armes de Bilquin-Baillencourt.
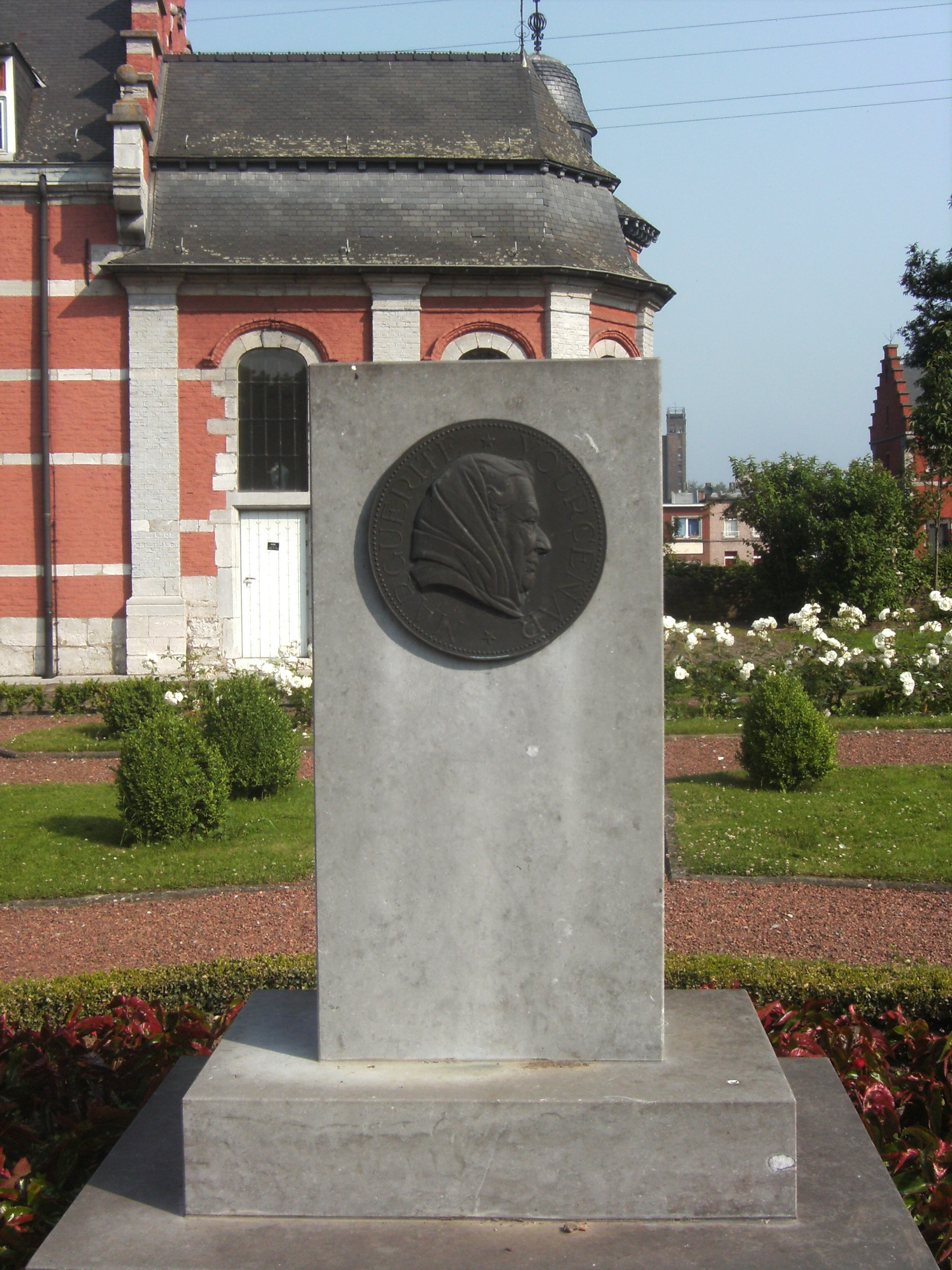
Marguerite Yourcenar qui résida dans le château évoqué dans son ouvrage Souvenirs pieux.
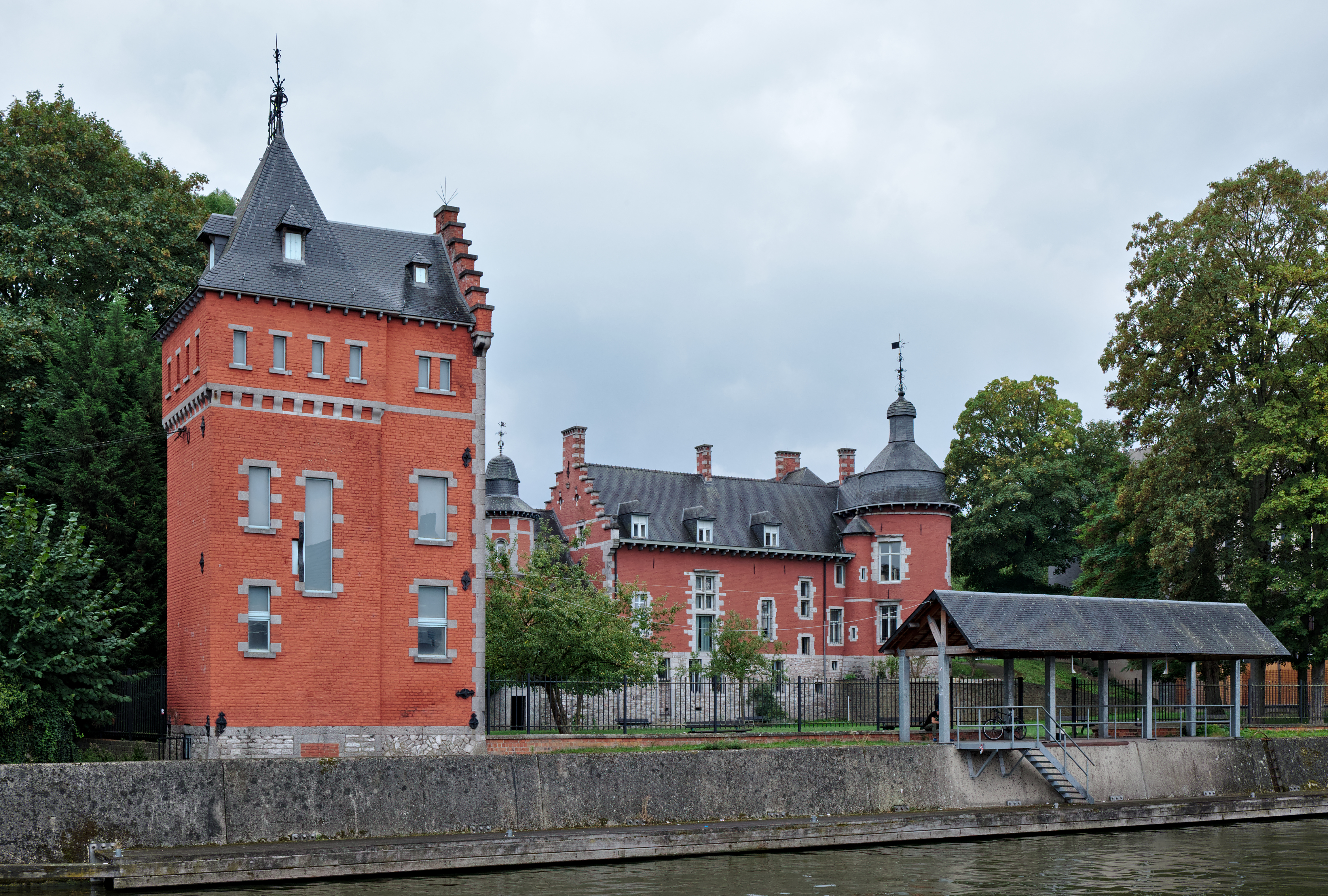
L'ascenseur à grains.
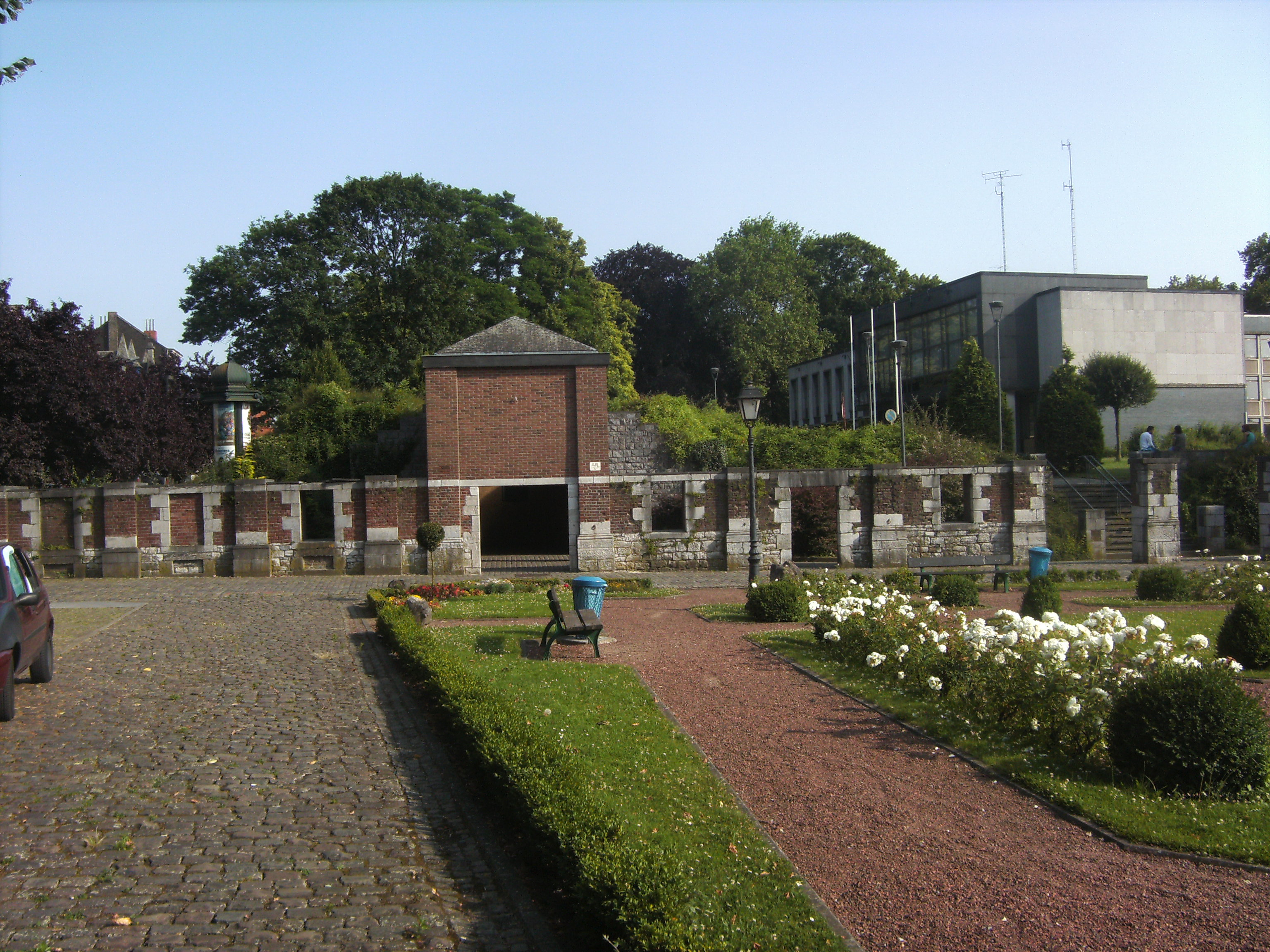
La cour d'honneur et l'hôtel de ville.

## Accessibilité
•  ou  • Descendre à la station de métro : De Cartier.